# Лёгкие крейсера типа «Сидней»
Лёгкие крейсера типа «Сидней» — тип лёгких крейсеров Военно-морских сил Австралии времён Второй мировой войны. Всего построено 3 корабля: «Сидней» (Sydney), «Хобарт» (Hobart), «Перт» (Perth). Являлись усовершенствованной версией британских лёгких крейсеров типа «Линдер». В процессе постройки «Фаэтон» был передан Королевскому Австралийскому флоту и переименован в «Сидней». В отличие от систершипов, он строился на частном предприятии и был укомплектован первым, благодаря чему корабли проекта «Улучшенный „Линдер“» называют типом «Сидней».
Единственные современные лёгкие крейсера австралийского флота во Второй мировой войне.

## История создания
По предложению главного механика флота было внедрено эшелонное расположение силовой установки. Чередование машинных и котельных отделений позволяло избавиться от опасности одновременного выхода из строя всех машин или всех котлов при затоплении смежных отсеков, что автоматически лишало корабль хода. Такая компоновка внедрялась в большинстве зарубежных флотов. Её уже применяли на крейсерах типа «Эмеральд» и «Аретьюза», и в начале 1932 г. Адмиралтейство распорядилось переработать соответствующим образом проект «Линдера».

## Конструкция
Проект являлся переработкой проекта «Линдера».
Эскиз был готов в июле 1932 года. При тех же основных параметрах (вооружении, бронировании, скорости и дальности плавания) водоизмещение возросло до 7250 т. Главные изменения были в составе и размещении силовой установки. Число, тип и мощность турбин не изменились, но вместо шести котлов установили четыре повышенной паропроизводительности. Они располагались в двух котельных отделениях, в результате новые корабли стали двухтрубными. В носовом котельном отделении котлы стояли побортно, а в кормовом — тандемом, чтобы освободить пространство под коридоры внешних гребных валов. Каждая группа котлов работала на свои турбины. По сравнению с «Линдером», энергетическая установка стала на 110 т легче, а благодаря усовершенствованной конструкции крейсерских турбин улучшилась экономичность, запас топлива тоже увеличился — всё это дало прирост дальности плавания. Главным же минусом новой компоновки стали худшие условия обитаемости, поскольку силовая установка занимала больше пространства.
Как и у «линдеров», стандартное водоизмещение всех крейсеров оказалось меньше проектного («Эмфайон» — 7040 т, «Аполло» — 7003 т, «Сидней» — 7198 т).

### Энергетическая установка
Главная энергетическая установка состояла из четырёх турбозубчатых агрегатов Парсонса и четырёх трёхколлекторных паровых котлов Адмиралтейского типа. Все котлы имели пароперегреватели, подогреватели топлива и воздуха. Схема — эшелонная; котлы расположены попарно в двух котельных отделениях, в носовом котельном отделении котлы располагались побортно, в кормовом тандемом, чтобы освободить пространство под коридоры внешних гребных валов, ТЗА — в двух машинных. Рабочее давление пара в котлах — 24,61 кг/см² (24,29 атм.), температура — 343°С. Каждая группа котлов работала на свои турбины. По сравнению с «Линдером», энергетическая установка стала на 110 т легче. Общая длина машинно-котельных отделений возросла на 2,7 м и достигла 57,3 м. Как следствие, на 2,36 м выросли длина корпуса между перпендикулярами и наибольшая длина. В июле 1935 года «Сидней» вышел на испытания. На предварительных пробах он показал 32,137 узла при водоизмещении 8138 т, а затем на мерной миле у мыса Сент-Эббс развил 33,05 уз. при водоизмещении 7105 т и мощности машин 72 340 л. с.

## Представители
По программе 1932 года были заказаны «Amphion»(греч. Ἀμφίων), «Apollo»(греч. Απόλλων) и «Phaeton»(греч. Φαεθών). Позднее переданы Австралии и переименованы в «Hobart», «Perth» и «Sydney».
- «Перт»
- «Хобарт»
- «Сидней»

## Модернизации

### «Сидней»
Вплоть до своей гибели крейсер не проходил никаких серьёзных модернизаций.

### «Хобарт»
В октябре 1942 года демонтировали катапульту; установлены два четырёхствольных «пом-пома», одиннадцать одинарных «эрликонов», радары типов 279, 272, 282, 283, 284 и 285.
Во время ремонта боевых повреждений (август 1943 — январь 1945 года) сняли девять одинарных «эрликонов» (два оставшиеся переставили на новое место) и их заменили на три спаренных 40-мм установки «Хаземайер/Бофорс» Mk.IV (два на носовой надстройке и один на юте), пять 40-мм «бофорсов» в одинарных установках Mk.HI и два спаренных «эрликона». В общей сложности легкое зенитное вооружение состояло из восьми 40-мм/40, одиннадцати 40-мм/56 и четырёх 20-мм/65 автоматов. Передние 102-мм башни перенесены с кормовой надстройки на срез полубака. Вместо прежнего зенитного директора установлено два новых на нижнем ярусе носовой надстройки. Радары типов 279, 272 и 284 сняты, установлены новые типов 281 В, 276, 277 и американские SG-1 и FC-1. Для сохранения остойчивости в мае 1943 года в трюм уложили 175 т балласта, из которых позже было оставлено всего 75 т.
После войны с крейсера сняли башню «X», смонтировав на её месте два счетверённых 40-мм «бофорса». Между 1953 и 1956 годами «Хобарт» прошёл переоборудование в учебный корабль.

### «Перт»
В апреле 1940 года во время ремонта в Сиднее установлена 53-футовая катапульта, которую в феврале 1941 года в Александрии сняли, смонтировав на её месте четырёхствольный 40-мм «пом-пом» с поврежденного крейсера «Ливерпуль». Тогда же, или чуть позже на топе грот мачты появилась антенна РЛС типа 286.
19 июля 1941 года, перед возвращением корабля в Австралию, «пом-пом» демонтировали, а вместо него переставили 53-футовую катапульту с «Эйджекса». Тогда же установили четыре 20-мм «эрликона» (два на башнях «В» и «X», ещё двумя заменили зенитные пулемёты на носовой надстройке, тогда как кормовой пулемёт сохранился).